# Tomasz Wylenzek
Tomasz Wylenzek (Świerklaniec, Śląskie, 9 de janeiro de 1983) é um canoísta alemão especialista em provas de velocidade.

## Carreira
Foi vencedor da medalha de Ouro em C-2 1000 m em Atenas 2004, da medalha de Prata em Pequim 2008 e da medalha de Bronze em C-2 500 m em Pequim 2008 junto com o seu companheiro de equipe Christian Gille.